# Сало Вальсаббиа
«Сало» (итал. Associazione Calcio Salò) — итальянский футбольный клуб из одноимённого города, выступавший в Серии D до сезона 2008/09. Основан в 1985 году. Домашние матчи проводил на стадионе «Лино Турина», вмещающем, на тот момент, 1 550 зрителей.
Летом 2009 года, заняв четвёртое место в лиге, был объединён с клубом из соседнего города Феральпи Лонато, что привело к образованию клуба ФеральпиСало.

## Известные игроки
- Алессандро Лонги